# أيلين ستانلي
أيلين ستانلي (بالإنجليزية: Aileen Stanley)‏ هي مغنية وعازفة الجاز أمريكية، ولدت في 21 مارس 1893 في شيكاغو في الولايات المتحدة، وتوفيت في 24 مارس 1982 في لوس أنجلوس في الولايات المتحدة.

## روابط خارجية
- أيلين ستانلي على موقع IMDb (الإنجليزية)
- أيلين ستانلي على موقع IMDb (الإنجليزية)
- أيلين ستانلي على موقع ميوزك برينز (الإنجليزية)
- أيلين ستانلي على موقع أول ميوزيك (الإنجليزية)
- أيلين ستانلي على موقع ديسكوغز (الإنجليزية)
- أيلين ستانلي على موقع قاعدة بيانات الفيلم (الإنجليزية)